# Tharad
Tharad là một thành phố và khu đô thị của quận Banas Kantha thuộc bang Gujarat, Ấn Độ.

## Địa lý
Tharad có vị trí 24°02′B 71°25′Đ / 24,03°B 71,42°Đ Nó có độ cao trung bình là 10 mét (32 feet).

## Nhân khẩu
Theo điều tra dân số năm 2001 của Ấn Độ, Tharad có dân số 22.791 người. Phái nam chiếm 52% tổng số dân và phái nữ chiếm 48%. Tharad có tỷ lệ 49% biết đọc biết viết, thấp hơn tỷ lệ trung bình toàn quốc là 59,5%: tỷ lệ cho phái nam là 61%, và tỷ lệ cho phái nữ là 35%. Tại Tharad, 18% dân số nhỏ hơn 6 tuổi.